# Sylvie Vaquero
Pour les articles homonymes, voir Vaquero (homonymie).
Sylvie Vaquero (née en 1967) est une patineuse française de la catégorie des couples. Elle a été trois fois championne de France de 1984 à 1986 avec son partenaire Didier Manaud.

## Biographie

### Carrière sportive
Sylvie Vaquero grandit à Bayonne. Elle fréquente l'école du Petit Bayonne et commence le patinage à la patinoire de la Barre à Anglet. Elle entre ensuite à l'INSEP de Paris entre 1981 et 1988 pour mener de front ses études et le sport de haut-niveau.
Sylvie Vaquero et Didier Manaud dominent le patinage artistique des couples en France pendant trois années de 1984 à 1986. Ils ne sont battus qu'en 1987 par Charline Mauger & Benoît Vandenberghe.
Sur le plan international, ils représentent la France à trois grands championnats:
- les championnats d'Europe 1984 à Budapest (11e)
- les championnats d'Europe 1986 à Copenhague (8e)
- les championnats du monde 1986 à Genève (15e)

Ils ne participeront jamais aux Jeux olympiques d'hiver, et quittent le patinage amateur en 1987.

### Reconversion
Entre 1989 et 1996, elle fait ses études à l'UFR STAPS de l'Université Bordeaux 2. Parallèlement, elle travaille au sein du club de patinage de la patinoire de Villenave-d'Ornon.
Elle devient éducatrice sportive territoriale à la commune d'Anglet en 1997. Elle a changé de patronyme lors de son mariage et s'appelait Sylvie Latxague.
Actuellement elle  est directrice adjointe au service des sports à la ville d’Anglet. Divorcé, elle a repris son patronyme de Vaquero.

## Palmarès
Avec son partenaire Didier Manaud
| Compétitions principales | 1984    | 1985    | 1986    | 1987    |  |  |  |  |  |  |  |  |  |  |
| Jeux olympiques d'hiver  |         |         |         |         |  |  |  |  |  |  |  |  |  |  |
| Championnats du monde    |         |         | 15e     |         |  |  |  |  |  |  |  |  |  |  |
| Championnats d’Europe    | 11e     |         | 8e      |         |  |  |  |  |  |  |  |  |  |  |
| Championnats de France   | 1re     | 1re     | 1re     | 2e      |  |  |  |  |  |  |  |  |  |  |
|                          |         |         |         |         |  |  |  |  |  |  |  |  |  |  |
| Autre Compétition        | 1983/84 | 1984/85 | 1985/86 | 1986/87 |  |  |  |  |  |  |  |  |  |  |
| Skate America            |         |         | 7e      |         |  |  |  |  |  |  |  |  |  |  |
|                          |         |         |         |         |  |  |  |  |  |  |  |  |  |  |